# Varennes-Vauzelles
Varennes-Vauzelles é uma comuna francesa na região administrativa de Borgonha-Franco-Condado, no departamento Nièvre. Estende-se por uma área de 33,98 km². Em 2010 a comuna tinha 9 384 habitantes (densidade: 276,2 hab./km²).